# Hadromerella
Hadromerella är ett släkte av tvåvingar. Hadromerella ingår i familjen styltflugor.
Kladogram enligt Catalogue of Life:
| Hadromerella | \| \| Hadromerella antennata \| \| \| \| \| \| Hadromerella setosa \| \| \| \| |
|              | \| \| Hadromerella antennata \| \| \| \| \| \| Hadromerella setosa \| \| \| \| |
|              | Hadromerella antennata                                                         |
|              |                                                                                |
|              | Hadromerella setosa                                                            |
|              |                                                                                |